# Lucía Migliaccio

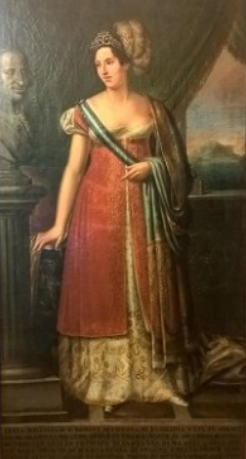
Lucía Migliaccio.

Lucía Migliaccio, duquesa de Floridia (19 de julio de 1770, Siracusa - 26 de abril de 1826, Nápoles) fue la segunda esposa de Fernando I de las Dos Sicilias. Su matrimonio era morganático y Lucía nunca fue reina consorte.

## Familia
Ella era hija de Vicente Migliaccio, duque de Floridia y Dorotea Borgia. Su madre era originaria de España.

## Matrimonios
Se casó primero con Benedicto Grifeo, Príncipe de Partanna. Él era un miembro de la antigua familia de Grifeo, propietaria de los terrenos donde se construyó el Parque Grifeo. Tuvieron cinco hijos, José, Mariana, Vicente, Leopoldo y Luis.
Después de la muerte de su marido, el 27 de noviembre de 1814, en Palermo, Lucía se casó con Fernando I de las Dos Sicilias, también conocido como Fernando III de Sicilia. La novia tenía 44 años de edad y el novio 63. Su matrimonio creó un escándalo, ya que se llevó a cabo dentro de los tres meses después de que su primera esposa, la reina María Carolina de Austria había muerto (el 8 de septiembre de 1814). Esto era contrario a las normas de protocolo de la corte que imponían un período de un año de luto. Para entonces, Fernando ya había prácticamente abdicado su poder al nombrar a su hijo mayor, el futuro Francisco I de las Dos Sicilias como su regente y la delegación de la mayoría de las decisiones en él. Mientras María Carolina fue considerada como la gobernante de facto de Sicilia hasta 1812, Lucía tuvo una influencia muy limitada y poco interés en la política.
Fernando fue restaurado en el trono del reino de Nápoles después de su victoria en la Batalla de Tolentino (3 de mayo de 1815) sobre su rival monarca Joaquín Murat. El 8 de diciembre de 1816 se fusionaron los tronos de Sicilia y Nápoles bajo el nombre del Reino de las Dos Sicilias. Con Francisco como su regente y Lucía como la consorte real.
En 1823, Fernando hizo un regalo a su esposa, un gran parque en la colina Vomero, entonces casi exclusivamente agrícola y ocupado únicamente por Castel Sant'Elmo, la Certosa di San Martino y algunas casas nobles, entre los que se destacó Villa Carafa di Belvedere, a menudo utilizado por los mismos Borbones como su residencia y situado a poca distancia del nuevo parque. Dentro de este parque se construyó una villa de estilo neoclásico, que él llamó Villa Floridiana, y otra casa más pequeña, a la que dio el nombre de Villa Lucía. En esta villa el rey y su esposa pasaron los últimos años de la paz en sus vidas.
Fernando continuó gobernando hasta su muerte el 4 de enero de 1825. Lucía le sobrevivió un año y tres meses. Las propiedades de la duquesa se dividieron entre los hijos del matrimonio anterior, que condujo a la división en dos partes del Parque de Floridiana y la división del Parque Grifeo.

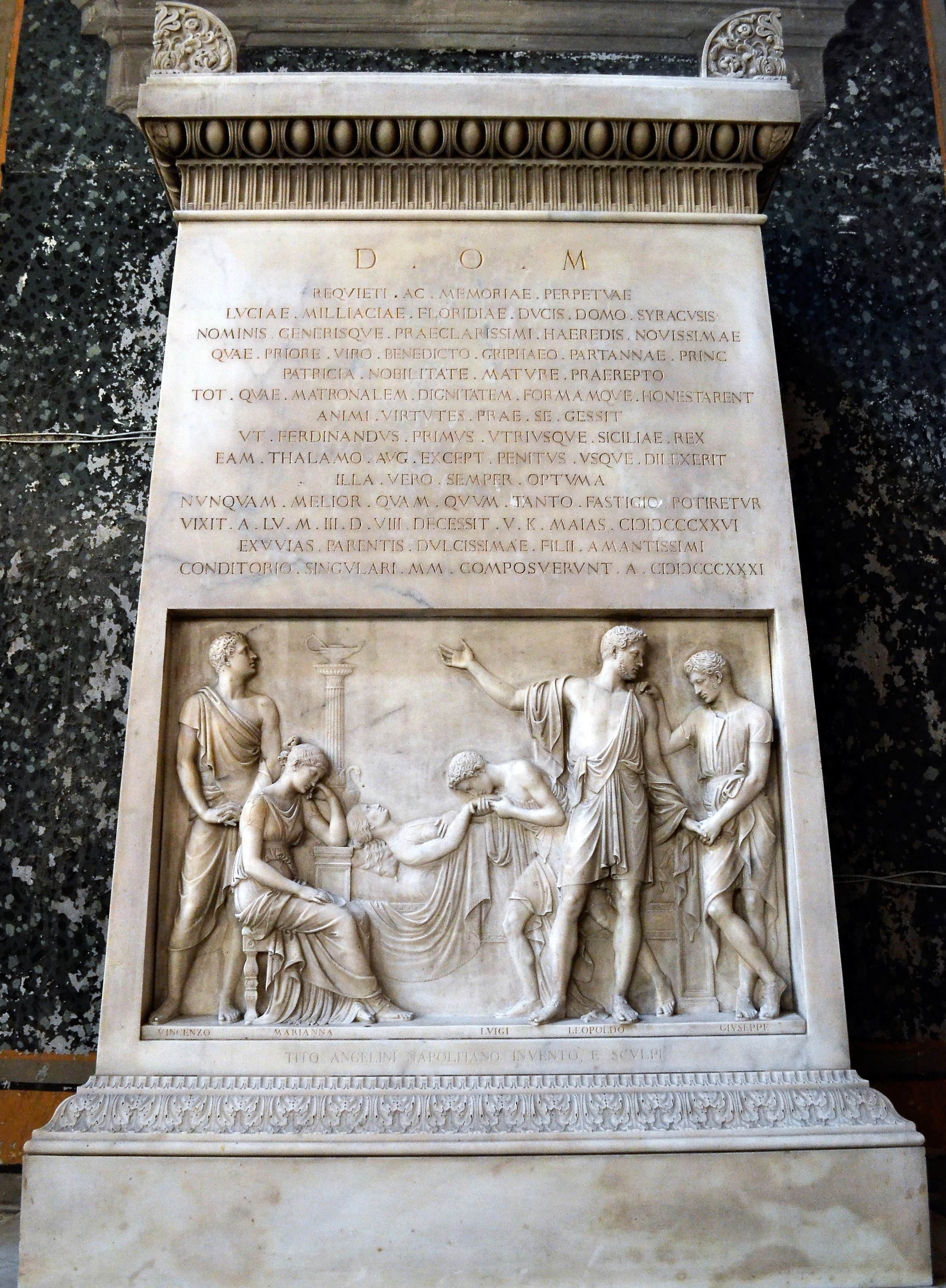
Lucía está enterrada en la Iglesia de San Fernando en Nápoles.

## Distinciones honoríficas
- 10 de junio de 1818:  Dama de la Orden de las Damas Nobles de la Reina María Luisa.[1] (Reino de España)
- 6 de diciembre de 1821: Dama de segunda clase de la orden de la Cruz Estrellada.[2][3] (Imperio austríaco)